# Albert Reynolds
Albert Reynolds (Iers: Ailbhe Mac Raghnaill, Roosky (County Roscommon), 3 november 1932 – Dublin, 21 augustus 2014) was de 8e Taoiseach (premier) van Ierland, tussen 1992 en 1994. Hij werd voor het eerst verkozen in 1977 en behield zijn zetel in de Dáil Éireann tot zijn terugtrekking uit de politiek in 2002.
Reynolds was minister van Postzaken en Telegrafie (1979-1981), minister van Transport (1980-1981), minister van Industrie en Energie (1982), minister voor Industrie en Handel (1987-1988) en minister van Financiën (1988-1991). Hij werd de vijfde partijleider van Fianna Fáil in 1992.

## Biografie
Albert Reynolds werd geboren in County Roscommon en genoot zijn opleiding in aan het Summerhill College in County Sligo. Hij werkte in public relations en richtte een bedrijf op dat honden- en kattenvoer verkocht. Hij was ook zakelijk betrokken bij lokale kranten en een bioscoop. Zijn belangstelling voor politiek werd gewekt na een rechtszaak in 1970 waarin politici Charles Haughey en Neil Blaney waren vrijgesproken van het illegaal importeren van wapens. Reynolds werd een TD (parlementslid) voor Fianna Fáil na de grote overwinning van de partij in de verkiezingen van 1977.

## Kabinetsjaren
Hij werd minister in Charles Haugheys' kabinet, te weten minister van Postzaken en Telegrafie (thans minister van Communicatie geheten) en minister van Transport. In 1987 werd Haughey opnieuw Taoiseach, en Reynolds werd minister voor Industrie en Handel. In 1988 promoveerde hij tot Minister of Finance. Hij trad terug van deze positie in november 1991 nadat hij geprobeerd had van Haughey de leiding over te nemen. In het jaar erop trad Haughey zelf terug als partijleider, en Albert Reynolds werd de vijfde partijleider van Fianna Fáil en hij werd Taoiseach.
Hij stond aan het hoofd van twee kabinetten:
- 1992, een coalitie bestaande uit Fianna Fáil en Progressieve Democraten, maar dit kabinet viel naar aanleiding van opmerkingen die Reynolds maakte in zijn getuigenis in een rechtszaak over Desmond O'Malley, de leider van de Progressieve Democraten en criticus van Haughey. Fianna Fáil leed een zware nederlaag in de daaropvolgende verkiezing. De verwachting was dat de partij in de oppositie zou gaan, maar tot grote verrassing van het electoraat kwam de partij opnieuw in de regering, in een coalitie met de Irish Labour Party onder Dick Spring.

- 1992-94: Een coalitie die gevormd werd door Fianna Fáil en de Labour-parti. Deze coalitie had te maken met veel problemen. Uiteindelijk viel het kabinet na Reynolds' besluit om, tegen de wil van Labour in, Openbaar aanklager Harry Whelehan aan te stellen als voorzitter van het Hooggerechtshof. Labour trok zich terug uit de regering. Reynolds trad terug als partijleider en werd opgevolgd door zijn Minister of Finance, Bertie Ahern. Aherns pogingen om een nieuwe regering samen te stellen mislukten, en Irish Labour vormde samen met de twee oppositiepartijen, Fine Gael en Democratic Left, een nieuwe regering.

Tijdens zijn ambtsperiode was zijn belangrijkste werk waarschijnlijk dat in het vredesproces in Noord-Ierland. Hij speelde een cruciale rol in het verkrijgen van het staakt-het-vuren van de IRA.

## Na het kabinet
In 1997 stelde Reynolds zich kandidaat (op aandringen van Taoiseach Ahern) voor de Fianna Fáil nominatie voor het presidentschap, die vrij was gekomen nadat Mary Robinson haar ontslag indiende. Reynolds werd echter verslagen voor de nominatie door Mary McAleese.
Reynolds trad terug uit de Dáil Éireann tijdens de verkiezingen van 2002.
- Bibliothèque nationale de France: cb140494522 (data)
- Gemeinsame Normdatei: 119459027
- International Standard Name Identifier: 0000 0003 7414 8166
- Library of Congress Control Number: n94000182
- MusicBrainz: 324fee86-182d-4009-bd77-62495e95afd7
- National Archives and Records Administration: 10573962
- SNAC: w60t5sh7
- Système universitaire de documentation: 171351339
- Virtual International Authority File: 42648843
- WorldCat: E39PBJppwDm9hHf4PdJbWhqWjC